# 蒙费朗迪佩里戈尔
蒙费朗迪佩里戈尔（法語：Montferrand-du-Périgord，法語發音：[mɔ̃fɛʁɑ̃ dy peʁiɡɔʁ]，意为“佩里戈尔的蒙费朗”）是法国多尔多涅省的一个市镇，位于该省南部，属于贝尔热拉克区。

## 地理
蒙费朗迪佩里戈尔（44°45'3"N, 0°51'58"E）面积13.1 平方千米，位于法国新阿基坦大区多爾多涅省，该省份为法国西南部内陆省份，是法國本土面积第三大的省，大致对应佩里戈尔地区，北起顺时针与夏朗德省、上维埃纳省、科雷兹省、洛特省、洛特-加龙省、吉倫特省和滨海夏朗德省接壤。
与蒙费朗迪佩里戈尔接壤的市镇（或旧市镇、城区）包括：勒比松德卡杜安、圣罗曼德蒙帕济耶、布亚克、圣阿维里维耶尔、圣克鲁瓦、圣阿维塞尼约尔。

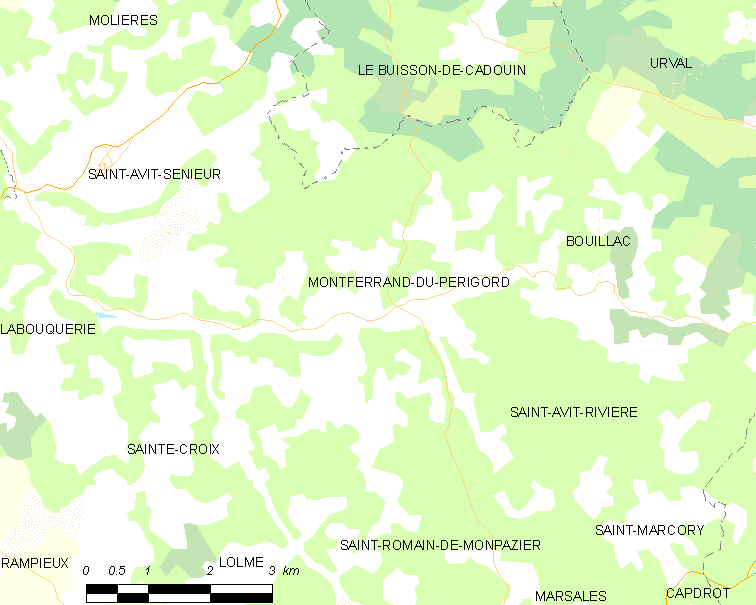
蒙费朗迪佩里戈尔的OSM定位图

蒙费朗迪佩里戈尔的时区为UTC+01:00、UTC+02:00（夏令时）。

## 行政
蒙费朗迪佩里戈尔的邮政编码为24440，INSEE市镇编码为24290。

## 政治
蒙费朗迪佩里戈尔所属的省级选区为拉兰德县。

## 人口

1962-2008年间蒙费朗迪佩里戈尔人口变化图示

蒙费朗迪佩里戈尔于2022年1月1日时的人口数量为155人。